# Michael Wenczel
Michael Wenczel (* 23. November 1977 in Heilbronn) ist ein ehemaliger deutscher Fußballspieler. Er besitzt neben der deutschen auch die ungarische Staatsbürgerschaft. 

## Karriere
Sein größter sportlicher Erfolg war der Aufstieg in die Fußball-Bundesliga mit Eintracht Frankfurt in der Saison 2002/03. Wenczel stand bis Anfang 2011 beim Zweitligisten FC Ingolstadt 04 unter Vertrag, hatte aber bereits seit Oktober 2009 kein Ligaspiel für die erste Mannschaft mehr bestritten. Er beendete in der Winterpause 2010/11 seine Profikarriere als Sportinvalide.

## Nach der Karriere
Wenczel studierte Sportökonomie und wurde Sportmanager. Er arbeitete unter anderem als hauptamtlicher Geschäftsführer beim TSV 1909 Gersthofen e.V. „Ich habe viel ausprobiert und machte mich für eine Zeit lang auch selbstständig mit Individualtraining im Fußballbereich, mit Fußballschulen und teilweise habe ich auch Versicherungen verkauft“, berichtet Wenczel, der außerdem als Seminarleiter Kurse für Life-Kinetik angeboten hat.
Am Ende verschlug es den Innenverteidiger aber zurück in die freie Wirtschaft und zurück in den Sport. Der in Inchenhofen sesshafte Familienvater arbeitet bei einem großen Unternehmen für Sportbekleidung und -schuhe. „Mein Aufgabenbereich ist eine Mischung aus Vertrieb und Marketing. Ich bin auf der einen Seite für die Betreuung unserer Kunden bzw. der Sportfachhändler zuständig, auf der anderen Seite betreue ich die Top-Klubs, die wir im süddeutschen Raum, Österreich oder der Schweiz unter Vertrag haben [...] Ich bin dort zuständig für den Teamsport, das heißt, ich sehe alle Sportarten, von Handball über Volleyball und Fußball, bis hin zur Leichtathletik. Da öffnet sich dann nochmal ein neuer Horizont.“